# Manaria fusiformis
Manaria fusiformis is een slakkensoort uit de familie van de Buccinidae. De wetenschappelijke naam van de soort is voor het eerst geldig gepubliceerd in 1941 door Clench & Aguayo.